# بوا (البرازيل)
بوا هي مدينة، وبلدية في البرازيل، تتبع ساو باولو، بلغ عدد سكانها 95,801  نسمة في 2000، تبلغ مساحتها 17.496 كيلومتر مربع.

## الموقع
تشترك في الحدود مع:
- إيتاكاكيسيتوبا
- ساو باولو.

## أعلام
- جوليو لوبيز
- برونو سيلفا